# Nicolás Silva
Nicolás Alexis Silva (Rosario del Tala, Entre Ríos, Argentina; 24 de enero de 1990) es un futbolista argentino. Se desempeña como mediapunta o volante y su equipo actual es el Cusco FC de la Primera División del Perú.

## Características
Silva es un delantero por afuera, gambeteador, que maneja mejor su pierna derecha.

## Trayectoria

### Inferiores
Se inició en el Club Atlético Rosario del Tala, luego realizó las divisiones inferiores en Newell's Old Boys pero debido a algunas circunstancias adversas tuvo que dejar la institución.

### Sportivo Las Parejas
Luego de un tiempo alejado del fútbol, paso por algunas equipos menores hasta llegar a Sportivo Las Parejas, donde comenzó a jugar profesionalmente en el Torneo Argentino B.

### Chaco For Ever
En ese mismo año es transferido al Chaco For Ever.

### Boca Unidos
De cara al Torneo de Transición Primera B Nacional 2014 llegó a Boca Unidos, donde a pesar de la buena campaña del equipo no pudieron ascender. Permaneció en el equipo correntino durante todo el año 2015 donde destacó en el Campeonato de Primera B Nacional 2015.

### Colón
Luego de su gran nivel en Boca Unidos se convirtió en nuevo refuerzo del Club Atlético Colón, equipo de la Primera División de Argentina.
Finalmente, el 28 de enero de 2016 fue presentado en Colón, equipo donde debutó en la primera fecha del Torneo de Transición 2016, en la victoria de su equipo ante Arsenal por 2 a 1. Su primer gol lo anotó ante Quilmes, en la segunda fecha del torneo. 

### Huracán
A fines de agosto de 2017 llegó al Club Atlético Huracán por pedido de Gustavo Alfaro, de donde se fue un año después al no haber arreglado las condiciones de su contrato por cuestiones económicas.

### Banfield
En agosto de 2018 firmó contrato a préstamo por un año y con opción de compra con Banfield.Fue dirigido por Hernán Crespo.
A pesar de tener contrato vigente, rescindió su contrato con Argentinos Juniors para fichar por Aucas por pedido expreso del argentino Hector Bidoglio. A final de año fue campeón con el equipo ecuatoriano de la mano de César Farías.
A inicios del 2024 fichó por Cusco F.C, logrando tener una buena temporada en el fútbol peruano, logrando clasificar a la Copa Sudamericana 2025. A final de temporada se le renueva su contrato hasta diciembre del 2026.

## Estadísticas

### Clubes
Actualizado al último partido disputado el 13 de noviembre de 2022.
| Club                           | Temporada           | Liga | Liga | Copas nacionales | Copas nacionales | Copa internacionales | Copa internacionales | Total | Total |
| Club                           | Temporada           | PJ   | G    | PJ               | G                | PJ                   | G                    | PJ    | G     |
| ------------------------------ | ------------------- | ---- | ---- | ---------------- | ---------------- | -------------------- | -------------------- | ----- | ----- |
| Sportivo Las Parejas Argentina |                     |      |      |                  |                  |                      |                      |       |       |
| 2012-13                        | 21                  | 4    | -    | -                | -                | -                    | 21                   | 4     |       |
| Total                          | 21                  | 4    | -    | -                | -                | -                    | 21                   | 4     |       |
| Chaco For Ever Argentina       |                     |      |      |                  |                  |                      |                      |       |       |
| 2013-14                        | 31                  | 7    | 2    | 2                | -                | -                    | 33                   | 9     |       |
| Total                          | 31                  | 7    | 2    | 2                | -                | -                    | 33                   | 9     |       |
| Boca Unidos Argentina          |                     |      |      |                  |                  |                      |                      |       |       |
| 2014                           | 3                   | 0    | -    | -                | -                | -                    | 3                    | 0     |       |
| 2015                           | 37                  | 4    | 1    | 0                | -                | -                    | 38                   | 4     |       |
| Total                          | 40                  | 4    | 1    | 0                | -                | -                    | 41                   | 4     |       |
| Colón Argentina                |                     |      |      |                  |                  |                      |                      |       |       |
| 2016                           | 14                  | 1    | 1    | 0                | -                | -                    | 15                   | 1     |       |
| 2016-17                        | 23                  | 0    | 2    | 1                | -                | -                    | 25                   | 1     |       |
| Total                          | 37                  | 1    | 3    | 1                | -                | -                    | 40                   | 2     |       |
| Huracán Argentina              |                     |      |      |                  |                  |                      |                      |       |       |
| 2017-18                        | 13                  | 3    | 0    | 0                | -                | -                    | 13                   | 3     |       |
| Total                          | 13                  | 3    | 0    | 0                | -                | -                    | 13                   | 3     |       |
| Banfield Argentina             |                     |      |      |                  |                  |                      |                      |       |       |
| 2018-19                        | 19                  | 1    | 0    | 0                | 0                | 0                    | 19                   | 1     |       |
| Total                          | 19                  | 1    | 0    | 0                | 0                | 0                    | 19                   | 1     |       |
| Argentinos Juniors Argentina   |                     |      |      |                  |                  |                      |                      |       |       |
| 2019-20                        | 8                   | 0    | 0    | 0                | 2                | 0                    | 10                   | 0     |       |
| 2020                           | -                   | -    | 8    | 1                | -                | -                    | 8                    | 1     |       |
| Total                          | 8                   | 0    | 8    | 1                | 2                | 0                    | 18                   | 1     |       |
| S. D. Aucas · Ecuador          |                     |      |      |                  |                  |                      |                      |       |       |
| 2022                           | 23                  | 0    | 3    | 0                | -                | -                    | 26                   | 0     |       |
| Total                          | 23                  | 0    | 3    | 0                | -                | -                    | 26                   | 0     |       |
| Total en su carrera            | Total en su carrera | 192  | 20   | 17               | 4                | 2                    | 0                    | 211   | 24    |

## Palmarés

### Campeonatos regionales
| Título          | Club                 | Sede        | Año  |
| --------------- | -------------------- | ----------- | ---- |
| Torneo Apertura | Sportivo Las Parejas | Las Parejas | 2011 |
| Torneo Apertura | Sportivo Las Parejas | Las Parejas | 2013 |

### Campeonatos nacionales
| Título             | Club  | País    | Año  |
| ------------------ | ----- | ------- | ---- |
| Serie A de Ecuador | Aucas | Ecuador | 2022 |